# Хосе Бергамин
Хосе Бергамин Гутиерес (на испански: José Bergamín Gutiérrez) е испански писател – есеист, поет и драматург.

## Биография
Хосе Бергамин е роден на 30 декември 1897 г. в Мадрид. През 1921 г., докато следва право в Мадридския университет „Комплутенсе“, започва да публикува в издаваното от Хуан Рамон Хименес списание „Индисе“, включвайки се в групата Поколение на 27-а. Активен републиканец, след края на Испанската гражданска война през 1936 г. Бергамин заминава в изгнание и през следващите години живее в Мексико, Венецуела, Уругвай и Франция. Завръща се в Испания за кратко през 1958-1963 г. и окончателно през 1970 г.
Умира на 28 август 1983 г. в Сан Себастиан.